# Treinramp bij Luttre
Het treinongeval bij Luttre is een spoorwegongeval op spoorlijn 124 waarbij de sneltrein Charleroi - Antwerpen in de avond van 15 augustus 1974 uit de rails raakte en in frontale botsing kwam met het ijzerwerk van een vakwerkbrug. Er vielen 17 doden en 48 gewonden. 

## Verloop
Op vijftien augustus 1974 reed de sneltrein naar Antwerpen Centraal met een snelheid van bijna 120 km/h over het baanvak te Luttre toen hij plots ontspoorde en met volle snelheid tegen de rand van een nabijgelegen vakwerkbrug botste. Door het grote en stevige ijzerwerk werd het eerste rijtuig haast volledig verbrijzeld, waarna het derde rijtuig vlam vatte. De andere rijtuigen kantelden en vielen in het kanaal. Uiteindelijk bezweek de zwaar gehavende brug onder het gewicht. Dit alles kostte zeventien mensenlevens. Het laatste slachtoffer was vermist en werd pas daags erna onder het verhakkelde wrak gevonden. Van de 48 zwaargewonden vertoonden de meesten breuken en brandwonden. Enkelen hadden getracht zich te redden door het kanaal over te zwemmen.

## Oorzaak
Het ongeval zou te wijten zijn aan een te grote uitzetting van de sporen, als gevolg van de warmte en het gebrekkige onderhoud. De stationschef van Luttre had in januari van datzelfde jaar al gewezen op de slechte staat van de sporen.

## Bekende slachtoffers
De Belgische componiste Jeanne (Jane) Vignery, hoogleraar aan het conservatorium van Gent, liet bij de treinramp van Luttre het leven.